# Rejon ust-tarcki
Rejon ust-tarcki (ros Усть-Таркский район) – rejon będący jednostką podziału administracyjnego rosyjskiego obwodu nowosybirskiego.

## Historia
Rosyjska obecność na ziemiach tworzących obecnie rejon ust-tarcki zaczyna się w XVIII wieku. Impuls do rozwoju dało wytyczenie przez ten obszar jednego z syberyjskich traktów handlowych. W XIX wieku następuje napływ osadników, a miejscowa ludność trudni się głównie rolnictwem, hodowlą i handlem. W czasach Imperium Rosyjskiego administracyjnie ziemie te podlegały władzom w Omsku. W burzliwym okresie rewolucji i rosyjskiej wojny domowej ziemie te najpierw podlegały rządowi na którego czele stał admirał Aleksandr Kołczak, a następnie zostały zajęte przez bolszewików. W wyniku kolejnych reform administracyjnych znalazły się  m.in. w rejonie tatarskim. Rejon ust-tarcki decyzją władz sowieckich został powołany do życia w styczniu 1936 roku. Składał się on z 17 osiedli typu wiejskiego (sielsowietów). W okresie forsownej stalinowskiej polityki kolektywizacji rolnictwa kołchozom i sowchozom nadawano nazwy związane z komunistyczną ideologią, m.in. "1 Maja", "Ilicz" (na cześć Włodzimierza Lenina), "Czerwony Komsomolec", a także nazwy na cześć Włodzimierza Lenina, Józefa Stalina, Karola Marksa i Klimenta Woroszyłowa. Od 1937 roku rejon ust-tarcki leży w obrębie obwodu nowosybirskiego. W początkach władzy sowieckiej, także na terenie rejonu ust-tarckiego trwała walka z religią. Z cerkwi usuwano m.in. dzwony, jako zdaniem władz "bezużyteczne", a także konfiskowano przedmioty liturgiczne, a także zamykano miejsca kultu i przekształcano je w inne obiekty użyteczności publicznej, np. domy kultury. Na terenie rejonu mieszkała także grupa wiernych luterańskich, którzy byli czujnie obserwowani przez władzę. W 1959 roku przeprowadzono kolejną reformę administracyjną, która zmniejszyła do 9 liczbę sielsowietów. 1 lutego 1963 roku rejon został zlikwidowany, a jego ziemie wcielone w skład rejonu tatarskiego. Na administracyjną mapę obwodu nowosybirskiego powraca 11 stycznia 1965 roku. Od 1978 roku liczba sielsowietów leżących na terenie rejonu ust-tarckiego wynosi 13. Po rozpadzie Związku Radzieckiego i przemianach w Federacji Rosyjskiej zaczęło m.in. odradzać się życie religijne i rozpoczęto budowę nowych obiektów kultu.

## Charakterystyka
Rejon ust-tarcki położony jest w zachodniej części obwodu nowosybirskiego, od zachodu graniczy on z obwodem omskim. Jego odległość od obwodowej stolicy, Nowosybirska wynosi około 500 kilometrów. Większość jego terenu zajmują stepy, a ludność miejscowa utrzymuje się głównie z rolnictwa. W 2011 roku lokalne rolnictwo wytworzyło towarów o łącznej wartości 1,2 miliardów rubli. W tym okresie łącznie wyprodukowano tu 47,1 tysięcy ton różnych zbóż, 23 131 ton mleka oraz 4803 tony mięsa. W przemyśle rejonu ust-tarckiego dominuje głównie przetwórstwo produktów żywnościowych. W 2010 roku w sektor budowlany zainwestowano w sumie 192,9 milionów rubli. Rozwija się głównie budownictwo mieszkaniowe, ale także fundusze przeznaczane są na rozwój infrastruktury komunalnej, drogowej i na budynki użyteczności publicznej.
Mieszkańcy rejonu ust-tarckiego mają do dyspozycji publiczną komunikację autobusową, z której usług w 2010 roku skorzystało 110 tysięcy osób. Łączna długość dróg na tych terenach wynosi 392,6 kilometrów, z czego drogi o utwardzonej nawierzchni to 214,2 kilometry. Lasy zajmują około 12% powierzchni rejonu, 22% to mokradła i bagna, a 59% wykorzystywanych jest w celach rolniczych. Na terenie rejonu działa 35 różnego typu szkół publicznych oraz 8 oddziałów przedszkolnych. Funkcjonuje tu także rejonowy dom kultury, 13 wiejskich ośrodków kultury oraz 20 bibliotek. Opiekę medyczną zapewnia szpital rejonowy, 2 mniejsze placówki szpitalne oraz 32 przychodnie ochrony zdrowia. Według statystyk federalnych na terenie rejonu ust-tarckiego żyje 12 949 osób. Jest to tym samym jeden z najsłabiej zaludnionych rejonów w obwodzie nowosybirskim. W 1998 roku żyło tutaj 15 100 mieszkańców. Lokalne statystyki z 2011 roku wskazują, że liczba ludności spadła do 12 813 dusz. Średnia miesięczna płaca w 2010 roku wyniosła na tym obszarze kwotę 8800 rubli.